# Gosséré
Gosséré est une localité située dans le département de Tangaye de la province du Yatenga dans la région Nord au Burkina Faso.

## Géographie
Gosséré se trouve à 6 km au nord de Tangaye, le chef-lieu du département, à 1 km au sud-ouest de Namsiguia et à environ 13 km à l'ouest du centre de Ouahigouya. Le village se trouve à 9 km au sud-ouest de la route nationale 2.

## Histoire
En juillet 2020, des attaques armées non identifiées ont eu lieu sur différents villages du secteur, dont Gosséré, entrainant le déplacement en urgence d'une partie de sa population vers Tangaye et Ouahigouya.

## Santé et éducation
Le centre de soins le plus proche de Gosséré est le centre de santé et de promotion sociale (CSPS) de Namsiguia tandis que le centre hospitalier régional (CHR) se trouve à Ouahigouya.
Gosséré possède une école primaire publique.